# Diego Modrušan
Diego Modrušan  bivši je hrvatski rukometaš i rukometni reprezentativac. 

## Reprezentativna karijera
Osvojio je zlato na Mediteranskim igrama 2001. u Tunisu.